# 世界でバカウケJAPAN
『世界でバカウケJAPAN』（せかいでバカウケジャパン）とは、フジテレビ系列で2014年8月17日から不定期放送されているバラエティ番組である。

## 概要
世界の国々でバカウケ（＝流行）している日本の“意外なモノ”を調査し、紹介するバラエティ番組。
「日本で当たり前に見かけるモノが、なぜ世界でバカウケしているのか?」をコンセプトにその驚きの理由を徹底調査して、人気の秘密が探る。
第3弾では、当番組では初のゴールデンタイム・プライムタイムで放送された。

## 出演者

### MC
- 谷原章介
- 天野ひろゆき（キャイ〜ン）

### ナレーション
- 野沢雅子
- 荒井聡太
- 陰山真寿美

## 放送日・ゲスト一覧
| 回数  | 放送日                  | 放送時間（JST） | ゲスト | 備考                     |
| ----- | ----------------------- | --------------- | ------ | ------------------------ |
| 第1弾 | 2014年8月17日（日曜日） | 16:05 - 17:20   |        | 『日曜スペシャル』で放送 |
| 第2弾 | 2015年4月19日（日曜日） | 16:05 - 17:20   |        |                          |
| 第3弾 | 2015年9月22日（火曜日） | 21:00 - 22:48   |        |                          |
| 第4弾 | 2016年4月17日（日曜日） | 16:05 - 17:20   |        | 『日曜スペシャル』で放送 |

## スタッフ
第4弾放送
- 構成：佐久間貴司、さいとうわに、やまだともカズ
- ブレーン：鈴木一史、田中文章、永岑広憲、田中亮治
- 技術プロデューサー：深谷高史
- TD／SW：小川利行
- CAM：木俣希
- VE：原啓教
- VTR：山下義子
- MIX：松本良道
- AUD：松原瑞貴
- LD：合田憲司
- ロケCAM：岸賢俊、宮下清仁
- ロケAUD：安田進（安田すすむ）、中谷純一郎
- 編集：仁部貴史、小野悟嗣
- SE：片岡幸司
- MA：右見嘉英
- 美術プロデューサー：内藤佳奈子、永田道徳
- デザイン：きくちまさと
- 美術進行：山口武治
- 大道具：福田智広
- 大道具操作：成島好美
- アクリル装飾：石橋誉礼
- 装飾：牛沢直樹
- 電飾：青木紀和
- メイク：栗原佐代子
- 視覚効果：高橋信一
- タイトル・CG：塩見麻衣
- 技術協力：ニユーテレス、共立ライティング、MABU、テレプロ、イングス、SOUND-K、ちゅるんカンパニー、グレートインターナショナル
- 美術協力：フジアール、バンブルビー、チトセアート、ネクステージ、ヤマモリ、テレフィット、興進電化、テルミック、東京特殊効果、山田かつら
- 協力：インパクト、ロボッツ、ワイズトラスト、フルタイム ほか
- 宣伝：長谷川由紀・阿久津奈美（共にカンテレ）
- 編成：小川悦司（カンテレ）
- AP：佐藤恵理子
- AD：榎浩太、中辻秀一、福田真実子
- ディレクター：竹本聡志（メディアプルポ）、三橋秀登（インパクト）、秀島光樹（ロボッツ）、堀江拓真（メディアプルポ）、有本匡徳
- 総合演出：高山浩児（メディアプルポ）
- プロデューサー：東野和全（カンテレ）、増田幸一郎（メディアプルポ）、安田貞夫（インパクト）
- 制作協力：メディアプルポ
- 制作著作：カンテレ（関西テレビ放送）